# Robel Hailu
Pour les articles homonymes, voir Hailu.
Robel Hailu est le participant éthiopien à Mister Gay Monde en 2012. C'est la première personnalité éthiopienne à révéler son homosexualité.

## Biographie
Alors qu'il est étudiant en Afrique du Sud, il s'inscrit pour représenter l'Éthiopie au concours de Mister Gay Monde 2012, qui se déroule pour la première fois en Afrique, à Johannesburg, le dimanche 8 avril 2012.
Ses parents apprennent sa participation par les médias, il ne leur avait jamais révélé son homosexualité par peur de leur rejet. Ils coupent alors tout lien avec lui, ils le déshéritent et il reçoit des menaces de mort. Le père de Robel Hailu conseille à son fils de se suicider « pour sauver son âme, ».
Il craint de rentrer en Éthiopie après la révélation de sa participation au concours de Mister Gay. Il risque la prison selon les lois du pays.
Le représentant de la Nouvelle-Zélande remporte le titre au concours, mais Robel Hailu déclare qu'il continue de défendre les droits LGBT. Dépourvu de ressources, il est aidé par des dons recueillis par l'organisation de Mister Gay Monde.
En mars 2014, il a donné un entretien sur les droits LGBT, retranscrit en amharique dans la presse éthiopienne.